# Selenis Leyva
Selenis Leyva (Baracoa, Cuba, 26 de mayo de 1972) es una actriz cubana nacionalizada estadounidense, conocida por su papel de Gloria Mendoza en la serie de Netflix Orange Is the New Black.

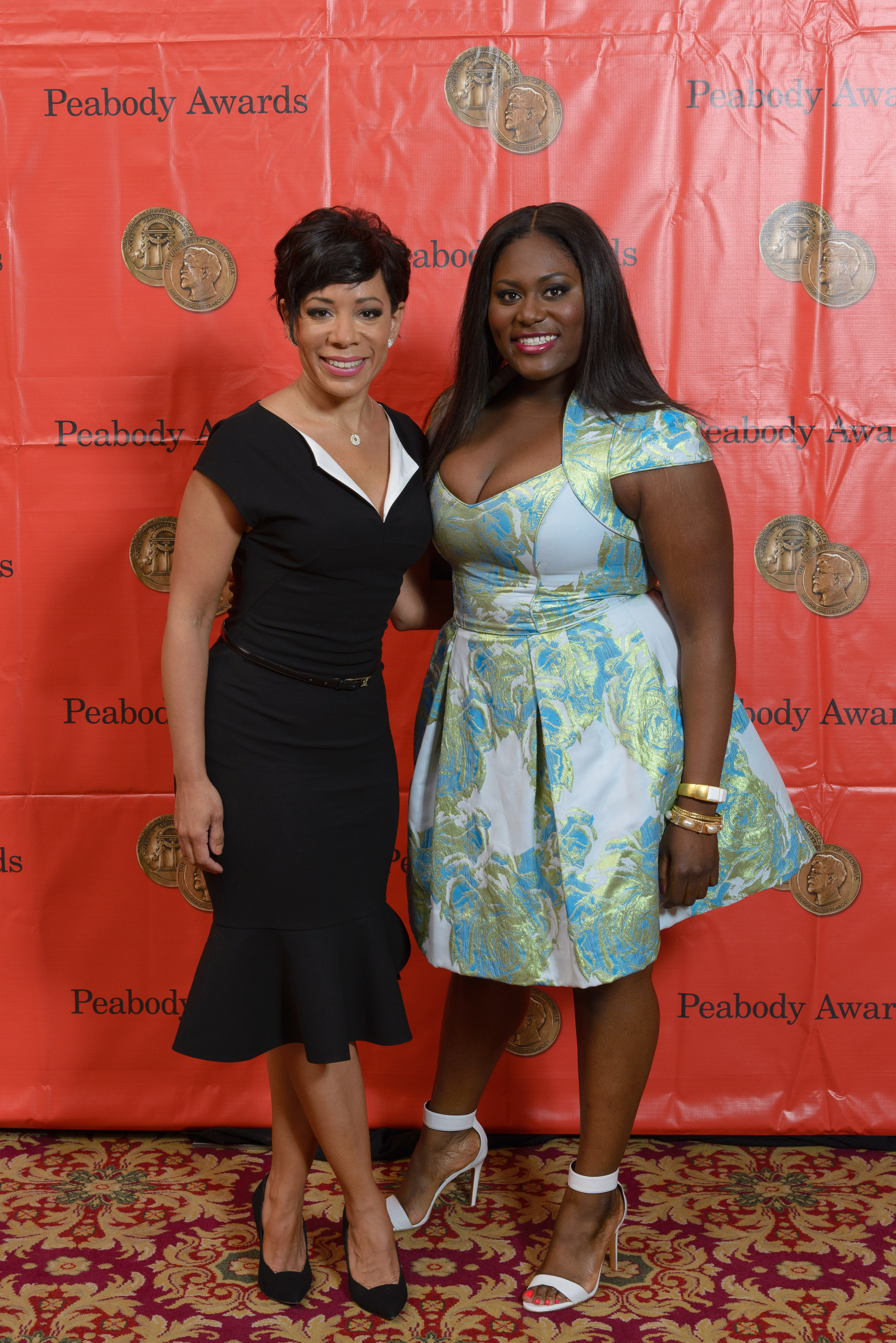
Selenis Leyva (izquierda) junto a Danielle Brooks.

## Carrera
Leyva, hija de dominicanos y cubanos, nació en Baracoa, Cuba, y se crio en Nueva York, en el barrio de Bronx. Ha aparecido en numerosas producciones Off-Broadway. En televisión, Leyva interpretó a la Detective Mariluz Rivera en Law & Order, realizando también apariciones en Law & Order: Special Victims Unit, Third Watch, The Sopranos, The Good Wife, Girls y Elementary.
En 2013 empezó a interpretar a Gloria Mendoza, una líder latina en una prisión, en la serie de Netflix Orange Is the New Black. Su personaje fue recurrente durante las primeras tres temporadas de la serie. En 2015 coprotagonizó junto a Viola Davis y Catalina Sandino Moreno la película Custody, dirigida y escrita por James Lapine.

## Vida personal

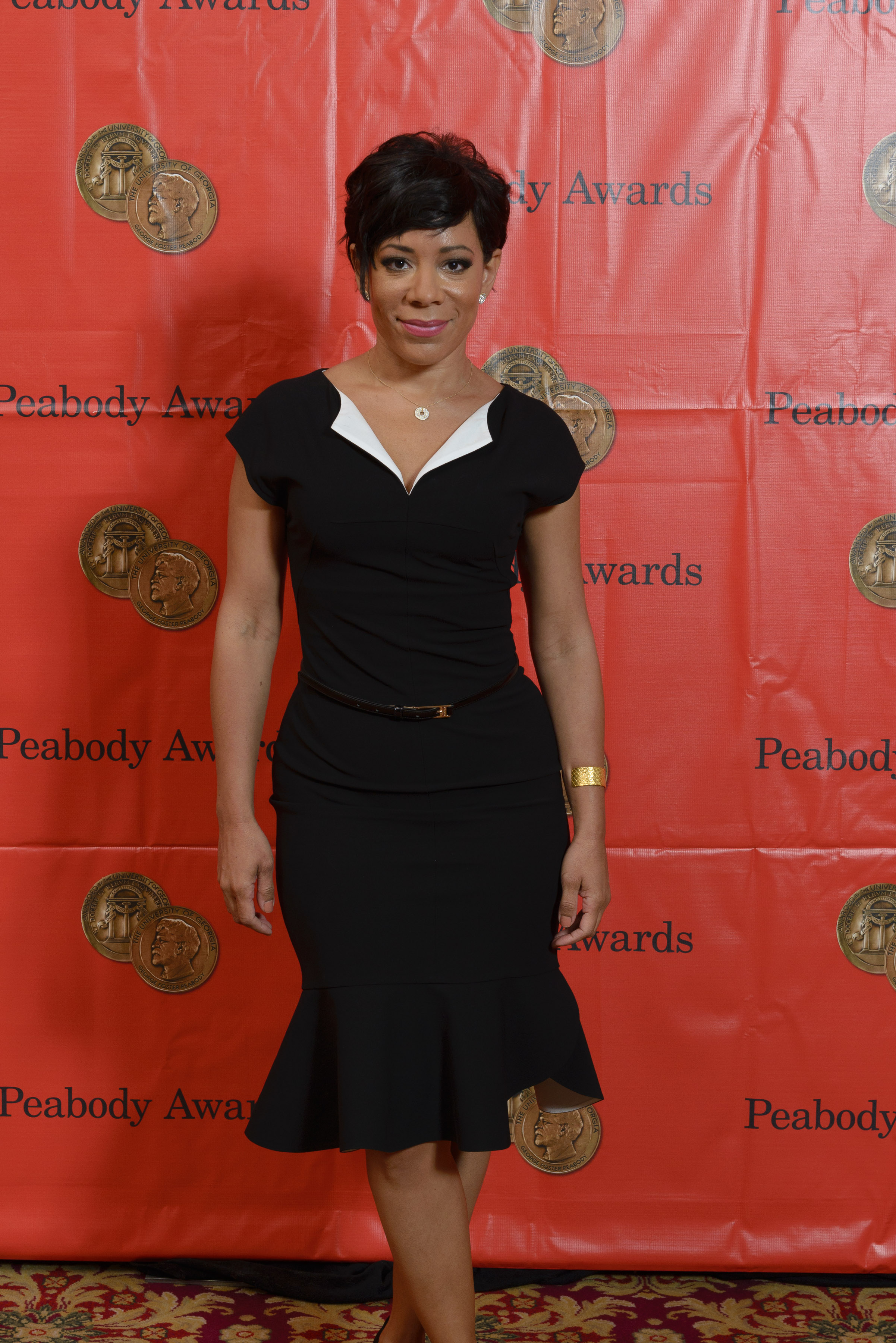
Selenis Leyva en alfombra roja de Orange is the New Black.

Leyva tiene una hija, Alina. Es una defensora de los derechos de la comunidad LGBT y reveló en 2015 que su hermana Marizol es transgénera.

## Filmografía

### Cine
| Año  | Título                         | Rol               | Notas          |
| ---- | ------------------------------ | ----------------- | -------------- |
| 2000 | Debutante                      | Daisy Domínguez   |                |
| 2002 | Apartment #5C                  | Luisa             |                |
| 2004 | Maria Full of Grace            | Inspector         |                |
| 2007 | Illegal Tender                 | Wanda             |                |
| 2007 | Ben's Plan                     | Maria             |                |
| 2009 | Don't Let Me Drown             | Sonia             |                |
| 2009 | Ice Age: Dawn of the Dinosaurs | Voces adicionales | Voz            |
| 2010 | Sex and the City 2             | Maestra           |                |
| 2010 | Trouble Child                  |                   | Película corta |
| 2011 | Man in the Mirror              | Sonia             | Película corta |
| 2012 | Ice Age: Continental Drift     | Voces adicionales | Voz            |
| 2012 | Elementary                     | Madre de Mariana  | Capítulo 1x03  |
| 2013 | Epic                           | Voces adicionales | Voz            |
| 2014 | Living with the Dead           | Dra. Quenda       |                |
| 2015 | Chapter & Verse                | Yolanda           |                |
| 2016 | Custody                        | Jackie            |                |
| 2016 | I Can I Will I Did             | Maria             |                |
| 2017 | Spider-Man: Homecoming         | Ms. Warren        |                |